# Kirchheim am Ries
Pour les articles homonymes, voir Kirchheim.
Kirchheim am Ries est une commune de Bade-Wurtemberg (Allemagne), située dans l'arrondissement d'Ostalb, dans la région de Wurtemberg-de-l'Est, dans le district de Stuttgart.

## Jumelages
- Solarolo (Italie)